# Stožasta tarna spojka

Stožasta tarna spojka, konusna tarna spojka ili tarna spojka sa stožastim površinama je vrsta tarne spojke koja ima tarne površine (trenje) u obliku stošca. Pogonski dio je čvrsto spojen klinom s vratilom, a potrebno uzdužno (aksijalno) pomicanje gonjenog dijela kod uključivanja, odnosno isključivanja, omogućeno je spojem s vratilom pomoću užlijebljenih dosjednih površina (žlijebljeni spoj). Moment uvijanja (torzije) se prenosi trenjem između jednog para stožastih površina. Stožasta tarna spojka češće se primjenjuje u odnosu na jednolamelnu tarnu spojku.
Tarne površine spojke imaju oblik plašta krnjeg stožca. Za rad na suho obložene su umjetnim masama ili sinterovanim materijalom.